# Горња Врбица
Горња Врбица је насеље у општини Петњица у Црној Гори. Према попису из 2003. било је 536 становника (према попису из 1991. било је 972 становника).

## Демографија
У насељу Горња Врбица живи 370 пунолетних становника, а просечна старост становништва износи 31,0 година (30,2 код мушкараца и 31,7 код жена). У насељу има 125 домаћинстава, а просечан број чланова по домаћинству је 4,29.
Ово насеље је углавном насељено Бошњацима (према попису из 2003. године), а у последња два пописа примећен је пад у броју становника.
|  |

| Демографија | Демографија | Демографија |
| Година      | Становника  | Становника  |
| ----------- | ----------- | ----------- |
|             |             |             |
|             |             |             |
|             |             |             |
|             |             |             |
| 1948.       | 745         |             |
| 1953.       | 800         |             |
| 1961.       | 830         |             |
| 1971.       | 850         |             |
| 1981.       | 996         |             |
| 1991.       | 972         | 960         |
| 2003.       | 833         | 536         |
|             |             |             |

| Етнички састав према попису из 2003.‍ | Етнички састав према попису из 2003.‍ | Етнички састав према попису из 2003.‍ | Етнички састав према попису из 2003.‍ | Етнички састав према попису из 2003.‍ |
| ------------------------------------ | ------------------------------------ | ------------------------------------ | ------------------------------------ | ------------------------------------ |
|                                      |                                      |                                      |                                      |                                      |
| Бошњаци                              | Бошњаци                              |                                      | 475                                  | 88,61%                               |
| Муслимани                            | Муслимани                            |                                      | 48                                   | 8,95%                                |
| Црногорци                            | Црногорци                            |                                      | 4                                    | 0,74%                                |
| Срби                                 | Срби                                 |                                      | 1                                    | 0,18%                                |
| непознато                            | непознато                            |                                      | 2                                    | 0,37%                                |

| Година пописа     | 1948. | 1953. | 1961. | 1971. | 1981. | 1991. | 2003. |
| ----------------- | ----- | ----- | ----- | ----- | ----- | ----- | ----- |
| Број домаћинстава | 123   | 119   | 134   | 122   | 150   | 170   | 181   |

| Број чланова      | 1   | 2  | 3  | 4  | 5  | 6  | 7  | 8 | 9 | 10 и више | Просек |
| ----------------- | --- | -- | -- | -- | -- | -- | -- | - | - | --------- | ------ |
| Број домаћинстава | 125 | 19 | 14 | 11 | 13 | 31 | 21 | 9 | 4 | 2         | 1      |

| Пол    | Укупно | Неожењен/Неудата | Ожењен/Удата | Удовац/Удовица | Разведен/Разведена | Непознато |
| ------ | ------ | ---------------- | ------------ | -------------- | ------------------ | --------- |
| Мушки  | 192    | 71               | 110          | 9              | 2                  | 0         |
| Женски | 203    | 64               | 114          | 24             | 1                  | 0         |
| УКУПНО | 395    | 135              | 224          | 33             | 3                  | 0         |

| Пол    | Укупно                    | Пољопривреда, лов и шумарство | Рибарство                            | Вађење руде и камена | Прерађивачка индустрија       |
| ------ | ------------------------- | ----------------------------- | ------------------------------------ | -------------------- | ----------------------------- |
| Мушки  | 46                        | 23                            | 0                                    | 0                    | 6                             |
| Женски | 24                        | 11                            | 0                                    | 0                    | 6                             |
| УКУПНО | 70                        | 34                            | 0                                    | 0                    | 12                            |
| Пол    | Производња и снабдевање   | Грађевинарство                | Трговина                             | Хотели и ресторани   | Саобраћај, складиштење и везе |
| Мушки  | 0                         | 3                             | 0                                    | 0                    | 2                             |
| Женски | 0                         | 0                             | 3                                    | 0                    | 0                             |
| УКУПНО | 0                         | 3                             | 3                                    | 0                    | 2                             |
| Пол    | Финансијско посредовање   | Некретнине                    | Државна управа и одбрана             | Образовање           | Здравствени и социјални рад   |
| Мушки  | 0                         | 0                             | 1                                    | 7                    | 1                             |
| Женски | 0                         | 0                             | 1                                    | 3                    | 0                             |
| УКУПНО | 0                         | 0                             | 2                                    | 10                   | 1                             |
| Пол    | Остале услужне активности | Приватна домаћинства          | Екстериторијалне организације и тела | Непознато            | Непознато                     |
| Мушки  | 2                         | 0                             | 0                                    | 1                    | 1                             |
| Женски | 0                         | 0                             | 0                                    | 0                    | 0                             |
| УКУПНО | 2                         | 0                             | 0                                    | 1                    | 1                             |